# Xonacatlán
Xonacatlán è un comune del Messico, situato nello stato di Messico.